# نوکیا ان-گیج کیو-دی
نوکیا ان-گیج کیو-دی یک‌نمونه از گوشی‌های تلفن همراه سری ان-گیج شرکت نوکیا می‌باشد که توسط همین شرکت به بازار عرضه شده‌است که مخصوص بازی طراحی شده است.